# DIN 13071
Die DIN-Norm DIN 13071 (Rückhaltesysteme für Patienten im Krankenraum) war eine Deutsche Norm der Medizintechnik. Sie regelte die komfortable und rundum sichere Lagerung von Patienten in Fahrzeugen des Rettungsdienstes. Systeme nach dieser Norm dürfen sich zum Beispiel bei Einwirken der zehnfachen Schwerebeschleunigung (das entspricht dem zehnfachen ihres Eigengewichtes) vorwärts, seitwärts, rückwärts und aufwärts nur in gewissen Grenzen bewegen und ihre Verlagerung zu keiner Personengefährdung führen. Die Norm wurde im Dezember 1999 zurückgezogen und ging in zeitgleich erschienenen EN 1789 auf, welche die Mindestausstattung von Rettungsfahrzeugen regelt.
Die DIN 13071 beinhaltete auch Definitionen zu Rückhaltesysteme für Kinder, bei denen die regulären Erwachsenenbegurtungen der Krankentragen nicht passen. Je nach Modell deckt das Rückhaltesystem die Alters- und Gewichtsklassen vom Säuglings- bis Kleinkindalter ab. Es sind auch Schulkindlösungen (6–10 Jahre) definiert.